# En éxtasis
En éxtasis è il quarto album in studio della cantante messicana Thalía, pubblicato nel 1995.

## Tracce
1. Piel morena – 4:42
2. Juana – 2:49
3. Quiero hacerte el amor – 3:59
4. Amándote – 3:48
5. Llévame contigo – 3:41
6. Me erotizas – 3:41
7. Gracias a Dios – 4:01
8. Lágrimas – 4:29
9. Te quiero tanto – 3:11
10. Te dejé la puerta abierta – 3:08
11. Fantasia – 4:17
12. Me faltas tú – 5:10
13. Piel morena (Pablo Flores remix) – 6:43
14. María la del barrio – 3:53

## Classifiche
| Paese                        | Posizione più alta |
| ---------------------------- | ------------------ |
| Argentina                    | 8                  |
| Brasile                      | 14                 |
| Paraguay                     | 1                  |
| Stati Uniti Latin Pop Albums | 7                  |
| Ungheria                     | 7                  |